# Doctor Atómico
Doctor Atómico (título original en inglés, Doctor Atomic) es una ópera en dos actos con música de John Adams y libreto en inglés de Peter Sellars. La obra se estrenó en la Ópera de San Francisco el 1 de octubre de 2005. La obra se centra en el gran estrés y ansiedad padecidos por los que estaban en Los Álamos mientras se estaba preparando la prueba de la primera bomba atómica (el "test Trinity"). Se hizo un documental sobre la creación de la ópera, titulado Wonders Are Many (2007).
Esta ópera rara vez se representa en la actualidad; en las estadísticas de Operabase aparece con solo 7 representaciones en el período 2005-2010, y la segunda de Adams.

## Personajes
| Personaje             | Tesitura                 | Reparto del estreno, 1 de octubre de 2005 (Director: Donald Runnicles) |
| --------------------- | ------------------------ | ---------------------------------------------------------------------- |
| J. Robert Oppenheimer | barítono                 | Gerald Finley                                                          |
| Kitty Oppenheimer     | mezzosoprano o soprano   | Kristine Jepson                                                        |
| Gen Leslie Groves     | bajo                     | Eric Owens                                                             |
| Edward Teller         | barítono dramático       | Richard Paul Fink                                                      |
| Robert R. Wilson      | tenor                    | Thomas Glenn                                                           |
| Jack Hubbard          | barítono                 | James Maddalena                                                        |
| Capitán James Nolan   | tenor                    | Jay Hunter Morris                                                      |
| Pasqualita            | mezzosoprano o contralto | Beth Clayton                                                           |

Adams había escrito el papel de Kitty Oppenheimer para la mezzosoprano Lorraine Hunt Lieberson. Sin embargo, ella era incapaz de comprometerse con el proyecto debido a su salud (ella murió poco después del estreno de la obra). La obra fue cantada en el estreno mundial por la mezzo Kristine Jepson. Para la segunda gran producción, en la De Nederlandse Opera, Adams modificó el papel para una soprano, Jessica Rivera. Para el estreno en el Metropolitan, el papel de nuevo lo cantó una mezzo, Sasha Cooke.

## Argumento

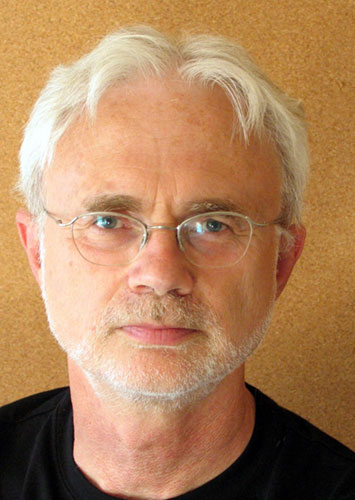
Retrato fotográfico del compositor John Adams.

El primer acto tiene lugar alrededor de un mes antes de que la bomba se ensaye, y el segundo acto en una mañana del 16 de junio de 1945 (el día de la prueba). Durante el segundo acto, el tiempo a menudo se ralentiza por los personajes y luego vuelven a la realidad. La ópera acaba en el momento final, prolongado, antes de que la bomba se haya detonado. Aunque el encargo original para la ópera sugirió que el físico estadounidense J. Robert Oppenheimer, el "padre de la bomba atómica," es una especie de Doctor Fausto del siglo XX, Adams y Sellars deliberadamente intentaron evitar esta caracterización. 
La obra se centra en los intérpretes principales del Proyecto Manhattan, especialmente Robert Oppenheimer, general Leslie Groves, y también presenta a Kitty Oppenheimer, la esposa de Robert y su ansiedad sobre el proyecto de su esposo. Sellars adaptó el libreto a partir de fuentes históricas primarias. El libreto también tiene citas del Bhagavad Gita, canciones de los Tewa, los Sonetos sagrados de John Donne, y la poesía de Charles Baudelaire y Muriel Rukeyser.
Doctor Atomic es parecido en estilo a las óperas precedentes de Adams, Nixon en China y La muerte de Klinghofferambas explorando los personajes y las personalidades que estaban implicadas en incidentes históricos, más que la reconstrucción de los propios acontecimientos.